# Élections fédérales canadiennes de 2019 à l'Île-du-Prince-Édouard
Les élections fédérales canadiennes de 2019 à l'Île-du-Prince-Édouard, comme dans le reste du Canada, ont lieu le 21 octobre 2019. La province est représentée par 4 députés à la Chambre des communes, soit le même nombre que lors des élections fédérales canadiennes de 2015 à l'Île-du-Prince-Édouard.

## Résultats généraux
|                          | Nom                      | Parti politique          | Voix    | %       | Majorité |
| ------------------------ | ------------------------ | ------------------------ | ------- | ------- | -------- |
|                          | .                        | Libéral                  | 36 242  | 43,65 % | 13 500   |
|                          | .                        | Conservateur             | 22 742  | 27,39 % |          |
|                          | .                        | Vert                     | 17 314  | 20,85 % |          |
|                          | .                        | NPD                      | 6 338   | 7,63 %  |          |
|                          | .                        | Héritage chrétien        | 401     | 0,48 %  |          |
| Total des votes valides  | Total des votes valides  | Total des votes valides  | 83 037  | 100 %   |          |
| Total des votes rejetés  | Total des votes rejetés  | Total des votes rejetés  | 0       | 0 %     |          |
| Total des votes exprimés | Total des votes exprimés | Total des votes exprimés | 83 037  | 71,69 % |          |
| Électeurs inscrits       | Électeurs inscrits       | Électeurs inscrits       | 115 820 |         |          |